# Clymer
Clymer is een plaats (borough) in de Amerikaanse staat Pennsylvania, en valt bestuurlijk gezien onder Indiana County. De plaats is genoemd naar George Clymer.

## Demografie
Bij de volkstelling in 2000 werd het aantal inwoners vastgesteld op 1547. In 2006 is het aantal inwoners door het United States Census Bureau geschat op 1459, een daling van 88 (-5,7%).

## Geografie
Volgens het United States Census Bureau beslaat de plaats een oppervlakte van 1,5 km², geheel bestaande uit land. Clymer ligt op ongeveer 381 m boven zeeniveau.

## Plaatsen in de nabije omgeving
De onderstaande figuur toont nabijgelegen plaatsen in een straal van 12 km rond Clymer.